# Bouin, Vendée

Bouin este o comună în departamentul Vendée, Franța. În 2009 avea o populație de 2,202 de locuitori.